# Гнулу, Михаэль
Михаэль Гнулу (фр. Michael Gnolou; родился 5 января 1998 года в Кот-д'Ивуаре) — ивуарийский футболист, полузащитник. 

## Карьера
Воспитанник академии «Эгнанда де Зараноу».
Летом 2016 года футболиста подписал молдавский «Саксан». 30 июля Коне дебютировал в основном составе в матче против «Академии». Вышел на поле в стартовом составе и отыграл весь матч. Летом 2019 года перешел в эстонский клуб «Нарва-Транс». Дебютировал за новый коллектив хавбек 21 июля в матче против «Тулевика», завершившийся победой нарвитян со счетом 3:2.